# 他隆
他隆（1584年6月17日—1648年8月27日），一译达龙，缅甸东吁王朝的国王，1629年至1648年在位。
他隆是良淵王之子，也是阿那畢隆之弟。1608年，阿那畢隆征服卑謬之後，封他隆為卑謬總督。1628年，阿那畢隆被兒子明耶岱巴殺害篡位。他隆與弟弟阿瓦總督明耶覺蘇瓦（Minye Kyawswa）一起自撣邦前線歸來，佔據了上緬甸。與此同時，下緬甸的若開人也起兵反叛。他隆平定了下緬甸的叛亂，並於1629年奪取了勃固，誅殺了明耶岱巴。
他隆在位期間出兵蘭納，歷經三年，於1632年將其征服。1634年遷都阿瓦，加冕為阿瓦國王，冊封弟弟明耶覺蘇瓦為副王。他隆致力於建造佛塔及其他佛教建築。
明耶覺蘇瓦於1647年去世後，他隆冊立自己的兒子彬德萊為副王。這引起明耶覺蘇瓦之子的不滿，後者發動叛亂，攻佔了王宮，他隆逃往實皆。叛亂很快被平息，同謀被燒死。1648年，他隆去世，彬德萊繼位。
| 他隆 东吁王朝出生于：1584年逝世於：1648年 | 他隆 东吁王朝出生于：1584年逝世於：1648年 | 他隆 东吁王朝出生于：1584年逝世於：1648年 |
| 統治者頭銜                                | 統治者頭銜                                | 統治者頭銜                                |
| ----------------------------------------- | ----------------------------------------- | ----------------------------------------- |
| 前任者： 明耶岱巴                         | 缅甸国王 1629年–1648年                    | 繼任者： 彬德萊                           |
| 王室頭銜                                  |                                           |                                           |
| 前任者： 阿那畢隆                         | 缅甸副王 1605年–1628年                    | 繼任者： 明耶覺蘇瓦                       |